# Habitatge al carrer Mestre Ginera, 58 (Artesa de Lleida)
L'Habitatge al carrer Mestre Ginera, 58 és una obra d'Artesa de Lleida (Segrià) protegida com a Bé Cultural d'Interès Local.

## Descripció
Edifici entre mitgeres de tres plantes amb la façana plana afrontada al carrer Mestre Ginera amb la porta principal adovellada formant un arc de mig punt. La façana està marcada per dos eixos verticals que segueixen les dues obertures per planta si bé que resoltes de diferent manera i lleugerament descentrades.